# 欧赖—蓬蒂维铁路
欧赖－蓬蒂维铁路（法語：Ligne d'Auray à Pontivy）是法国布列塔尼半岛南部的一条铁路，起点为欧赖站，与萨沃奈－朗代诺铁路相连；终点为蓬蒂维站，全长55公里。该铁路建于19世纪中期，在法国铁路系统中的编号为474000。

## 历史
欧赖－蓬蒂维铁路修建计划于1855年被提出，由巴黎-奥尔良铁路公司负责建设，1864年全线建成通车。1935年被国有铁路公司收购，1938年起成为法国国营铁路公司的一部分。1949年，该铁路关闭客运服务。

## 路线
欧赖－蓬蒂维铁路由欧赖站向西北方向引出，向北进入布列塔尼半岛内部，直达蓬蒂维。

## 车站列表
| 欧赖－蓬蒂维铁路车站列表                                                                          |         |                                                                                                   |                           |                    |
| 车站                                                                                              | 公里数* | 交汇路线                                                                                          | 本线停靠车种              | 可换乘交通         |
| Auray 欧赖站                                                                                      | 584.946 | 萨沃奈－朗代诺铁路（南特方向）↑ 欧赖－基伯龙铁路（基伯龙方向）↘ 萨沃奈－朗代诺铁路（坎佩尔方向）↘ | TGV BREIZHGO Aléop en TER | 欧赖城市公共交通   |
| Pluvigner 普吕维尼耶站                                                                            | 596.521 |                                                                                                   |                           |                    |
| Lambel - Camors 朗贝勒-卡莫尔站                                                                   | 604.630 |                                                                                                   |                           |                    |
| Saint-Rivalain 圣里瓦兰站                                                                         | 619.953 |                                                                                                   |                           |                    |
| Saint-Nicolas-des-Eaux 圣尼古拉代索站                                                             | 624.920 |                                                                                                   |                           |                    |
| Pontivy 蓬蒂维站                                                                                  | 639.906 | 圣布里厄－蓬蒂维铁路（圣布里厄方向）↓                                                             |                           | 蓬蒂维城市公共交通 |
| *注：零公里起点为巴黎奥斯特里茨站，经巴黎－波尔多铁路、图尔－圣纳泽尔铁路和萨沃奈－朗代诺铁路延伸 |         |                                                                                                   |                           |                    |